# IC 1920
IC 1920 ist eine Balken-Spiralgalaxie vom Hubble-Typ SBa im Sternbild Pendeluhr am Südsternhimmel. Sie ist schätzungsweise 807 Mio. Lichtjahre von der Milchstraße entfernt und hat einen Durchmesser von etwa 95.000 Lj.

Im selben Himmelsareal befinden sich u. a. die Galaxien IC 1917, IC 1933, IC 1938, IC 1942.
Das Objekt wurde am 14. Oktober 1898 von DeLisle Stewart entdeckt.